# Ursula Buchfellner
Ursula Buchfellner (* 8. Juni 1961 in München) ist ein deutsches Fotomodell und Schauspielerin, die vor allem durch ihre Mitwirkung in zahlreichen Erotikfilmen der Lisa Film Bekanntheit erlangte. Sie trat auch unter den Namen Uschi Buchfellner, Ursula Fellner, Ulla Maris und Ursula Maris auf. Ursula Buchfellner war das erste deutsche Playmate im US-amerikanischen Playboy; sie war dort 1979 „Miss Oktober“.

## Leben

### Frühe Jahre
Ursula Buchfellner wurde als eines von zehn Kindern eines alkoholkranken Vaters und ihrer Mutter im Hasenbergl, einer Trabantensiedlung am Rande Münchens, geboren. Ihre Familie bewohnte in einem Obdachlosenasyl eine 60 m² große Wohnung, wo sie sich mit drei anderen Familien ein Badezimmer teilen mussten. Um mit diesen erbärmlichen Verhältnissen besser zurechtzukommen, erlernten die Geschwister, auf Wunsch der Mutter, oftmals handwerkliche Lehrberufe, die dem allgemeinen Wohl der Familie dienten. Einige ihrer Geschwister arbeiteten so früh in einer Metzgerei; Ursula Buchfellner selbst begann mit 15 Jahren eine Ausbildung zur Backwarenfachverkäuferin.
1977 wurde Buchfellner in einem Münchner Biergarten von einem Playboy-Redakteur entdeckt und für ein Fotoshooting zum „Playmate“ eingeladen. Die damals 16-Jährige bedurfte noch der Zustimmung ihrer Eltern, deren Einwilligung sie schließlich unter einem Vorwand bekam. Lediglich ihrem Onkel vertraute sie sich zu jener Zeit an, welcher sie zu den Aufnahmen, der „Chance ihres Lebens“, ermutigte.

### Wirkung der Aktaufnahmen
Nach dem Fotoshooting, das mit etwa 4000 DM honoriert wurde, erschien das Herrenmagazin im Dezember 1977 (in der deutschen Ausgabe) mit einer Fotostrecke Buchfellners unter dem Titel „Ursulas süße Sachen“. Später stellte sich heraus, dass sie zum Zeitpunkt der Aufnahmen erst 16 Jahre alt war. Sie wurde von ihrem Umfeld beschimpft und beleidigt; auch die eigene Großmutter, die mit in der elterlichen Wohnung lebte, wandte sich von ihr ab. Ihre Tätigkeit in der Bäckerei musste Buchfellner aufgeben.
In der Folgezeit fanden weitere Aufnahmen für Herrenmagazine statt, darunter für internationale Ausgaben der Magazine Lui, High Society und Playboy. Ein Angebot des Männermagazins Penthouse über 80.000 Dollar lehnte das Model 1979 ab, da ihr die Machart der Aufnahmen nicht zusagte.
Seit Ende der 1970er Jahre spielte Buchfellner in deutschen Erotikfilmen mit, die von der erfolgreichen Reihe Schulmädchen-Report inspiriert wurden, wie 1978 Popcorn und Himbeereis, Drei kesse Bienen auf den Philippinen und diversen europäischen B-Filmen. So war sie zum Beispiel in mehreren Werken des spanischen Exploitation-Regisseurs Jess Franco sowie neben Corinne Clery in Der letzte Harem von Sergio Garrone zu sehen.

### Wendepunkt/Karriereende
Mitte der 1980er Jahre beendete Buchfellner nach eigener Aussage ihre Karriere als Fotomodell und Erotik-Darstellerin. Fortan trat sie nur noch als Schauspielerin in Erscheinung. Sie spielte u. a. in Die Wicherts von nebenan und hatte zweimal eine Nebenrolle in Derrick. In den 1990er Jahren trat sie in Peter Steiners Theaterstadl und der Serie Zum Stanglwirt auf. Sie schaffte somit einen Imagewechsel.

„Die Geschichte hat […] vorläufig ein Happy-End. ‚Ich habe in meinem Leben unwahrscheinlich Glück gehabt‘, sagt Ursula […] Dankbarkeit ist gar kein Ausdruck für das, was ich empfinde. Dankbarkeit? Ist man denn dem Sumpf dankbar, nur weil man nicht in ihm versunken ist? […] Nicht jeder kann sich in dieser Welt den Boden aussuchen, auf dem ein bißchen Glück gedeiht.“

Abseits ihrer Karriere absolvierte Buchfellner eine Kosmetikausbildung, wurde Kindersportlehrerin und schließlich Astrologin, nachdem sie Seminare in Psychologie belegt hatte. Ursula Buchfellner war sieben Jahre lang mit dem Berliner Geschäftsmann und ehemaligen Nachtclub-Besitzer Rolf Eden liiert. Eden und Buchfellner blieben nach der Trennung  bis zu seinem Tod befreundet.
2015 veröffentlichte sie ihre Autobiographie, in der sie unter anderem von einem Kindesmissbrauch im Alter von sieben Jahren und den darauf folgenden jahrelangen Schwierigkeiten berichtete.
Buchfellner lebt in München.
Am 26. Juni 2022 wurde sie mit dem viertbesten Ergebnis in die Seniorenvertretung ihres Stadtbezirks 24 (Feldmoching-Hasenbergl) gewählt. Bei der Landtags- und Bezirkswahl am 8. Oktober 2023 kandidierte Ursula Buchfellner als parteiunabhängige Bewerberin auf den oberbayerischen Wahlvorschlägen der Partei Mensch Umwelt Tierschutz (Tierschutzpartei).

## Filmografie (Auswahl)
- 1978: Popcorn und Himbeereis
- 1979: Cola, Candy, Chocolate
- 1979: Hot Dogs auf Ibiza
- 1980: Kreuzberger Liebesnächte
- 1980: Heiße Kartoffeln
- 1980: Der Kurpfuscher und seine fixen Töchter
- 1980: Jungfrau unter Kannibalen
- 1980: Drei Lederhosen in St. Tropez
- 1981: Sadomania – Hölle der Lust
- 1981: Die nackten Superhexen vom Rio Amore
- 1981: Der letzte Harem
- 1982: Salut la puce (in Deutschland nicht aufgeführt)
- 1983: Der Trotzkopf (Fernsehserie, 5 Folgen)
- 1984: Heiße Wickel kalte Güsse – Der Agent (Fernsehserie)
- 1984: Ausgeträumt
- 1985: Reisgeld in Natura (Kurzfilm; in Deutschland nicht aufgeführt)
- 1986: Die Wicherts von nebenan (Fernsehserie, 2 Folgen)
- 1987: Derrick – Die Nacht des Jaguars
- 1987: Derrick – Nur Ärger mit dem Mann aus Rom
- 1994–1995: Zum Stanglwirt (Fernsehserie, 13 Folgen)
- 1994–1998: Peter Steiners Theaterstadl
  - 1994: Vinzenz und die Bauchtänzerin
  - 1994: Das Millionenbett
  - 1994: Das Sündennest im Paradies
  - 1995: Heiter bis wolkig
  - 1996: Seine Majestät der Kurgast
  - 1997: Das verräterische Foto
  - 1998: Drunter und drüber
- 1995: Tierärztin Christine II – Die Versuchung (TV-Film)
- 2011: The Big Eden (Dokumentarfilm über Rolf Eden)
- 2012: Dahoam is Dahoam – Ohne Worte (Fernsehserie)

## Buch
- Lange war ich unsichtbar. Wie Versöhnung mein Leben rettete. Kailash, München 2015, ISBN 978-3-424-63108-1.

## Dokumentationen
- Lebenslinien: Lange war ich unsichtbar, Buch und Regie: Arndt Wittenberg, BR Fernsehen, 44 Minuten, Erstausstrahlung: 24. März 2014[7]
- Ein Sexidol wird Botschafterin der Versöhnung. Günther Klempnauer im Gespräch mit Ursula Buchfellner, 2018, K-TV, 110 Minuten[8][9]